# Операція «Аттика»
Операція «Аттика» (нім. Unternehmen Attika) — наступальна операція німецьких військ у серпні-вересні 1942 року на Північному Кавказі.